# Basilianus megatarsi
Basilianus megatarsi is een keversoort uit de familie Passalidae. De wetenschappelijke naam van de soort is voor het eerst geldig gepubliceerd in 1999 door Boucher & Kon.